# 650 aC
L'any 650 aC va ser un any del calendari romà pre-julià. A l'Imperi Romà es coneixia com l'any 104 ab urbe condita. La denominació 650 aC per a aquest any s'ha utilitzat des de l'època medieval primerenca, quan l'era del calendari Anno Domini es va convertir en el mètode prevalent a Europa per nomenar els anys.

## Esdeveniments
- A Europa es produeix un canvi climàtic que afecta totes les cultures de l'edat del bronze amb un clima més fred i humit, i les tribus d'Escandinàvia migren cap al sud cap al continent europeu.
- La ciutat Cartago adquireix la independència de Tir.

## Necrològiques
- Mentuemhat, funcionari egipci de Tebas.